# Pasquale Cafaro
Pasquale Cafaro o Caffaro, detto Caffariello o Caffarelli (San Pietro in Galatina, 8 febbraio 1715 – Napoli, 25 ottobre 1787) è stato un compositore italiano.

## Biografia
Nel dicembre del 1735 fu ammesso al Conservatorio della Pietà dei Turchini di Napoli, dove fu allievo di Nicola Fago, primo maestro dell'istituto, e di Leonardo Leo, secondo maestro. Successivamente trascorse il resto della sua vita nella città partenopea, dove tra il 1745 e il 1771 seppe farsi rispettare come compositore di oratori, opere, cantate e musica sacra. L'11 luglio 1759 succedette al compositore maltese Girolamo Abos nella carica di secondo maestro del conservatorio dove era stato educato in gioventù, posizione che tenne sino al 1785. Il suo pupillo più noto fu Giacomo Tritto. Tra il 1763 e il 1766 Cafaro diresse le rappresentazioni di varie opere di Johann Adolf Hasse e Tommaso Traetta al Teatro San Carlo, e il 25 agosto 1768 fu nominato maestro suprannumerario della cappella reale, nonché insegnante di musica della regina Maria Carolina. Quando il maestro titolare della cappella, Giuseppe de Majo, morì, Cafaro con nomina del 21 dicembre 1771 prese il posto di costui e successivamente divenne inoltre maestro di musica della real camera. Dopo aver ricevuto le varie cariche presso la cappella reale napoletana, Cafaro abbandonò la propria attività di operista per dedicarsi principalmente alla composizione di lavori sacri.
Relativamente alla propria attività teatrale, Cafaro compose solamente opere serie, anche se in questo genere la sua musica presenta affinità con quella delle opere buffe dell'epoca. Nella tradizione napoletana egli è considerato l'anello di congiunzione tra la generazione di Leonardo Leo e Francesco Durante e quella di Domenico Cimarosa e Giovanni Paisiello.
Morì a Napoli nell'ottobre del 1787 e fu sepolto nella cappella di S. Cecilia della Chiesa di Santa Maria di Montesanto, insieme a Leonardo Leo e ad altri musicisti della Real Cappella Palatina, accanto alla tomba di Alessandro Scarlatti.

## Composizioni

### Opere
- Ipermestra (opera seria, libretto di Pietro Metastasio, 1751, Teatro San Carlo di Napoli con Gaetano Majorano detto Caffarelli)[1]
- La disfatta di Dario (opera seria, libretto del Duca Morbilli di Sant'Angelo, 1756, Teatro San Carlo di Napoli)
- L'incendio di Troia (opera seria, libretto del Duca Morbilli di Sant'Angelo, 1757, Teatro San Carlo di Napoli)
- Arianna e Teseo (opera seria in tre atti, libretto di Pietro Pariati, 1766, Teatro San Carlo di Napoli con Caterina Gabrielli e Giuseppe Aprile detto Sciroletto)
- Creso, ultimo rè della Lidia (opera seria, libretto di Giuseppe Giovacchino Pizzi, 1768, Torino)
- L'Olimpiade (opera seria, libretto di Pietro Metastasio, 1769, Napoli)
- Antigono (opera seria, libretto di Pietro Metastasio, 1770, Teatro San Carlo di Napoli con Giuseppe Aprile)

### Altri lavori vocali profani
- Prologo per una cantata per una voce (1764 al Teatro San Carlo di Napoli con Caterina Gabrielli e Gaetano Majorano)
- 5 cantate per il compleanno del Re di Napoli (1763, 1764, 1766, 1769, 1770)
- Peleo, Giasone e Pallade (cantata per 3 voci, 1766 al Teatro San Carlo)
- Ercole ed Acheloo (cantata per il compleanno del Re di Spagna, testo di Saverio Mattei, 1766)
- La giustizia placata (cantata per il Duca di Lavino, 1769)
- 4 cantate per lo spostamento del Sangue di San Gennaro (1769, 1770, 1775, 1781)
- Cantata per il compleanno della Regina di Napoli (1770)
- Il natale d'Apollo (festa teatrale, testo di Saverio Mattei, 1775, Teatro San Carlo di Napoli con Gaspare Pacchierotti)
- La felicità della terra (cantata)
- Varie arie, duetti, solfeggi e partimenti
- Belle luci che accendete (aria cantabile)

### Lavori sacri

#### Oratori
- Il figliuol prodigo ravveduto (1745)
- Il trionfo di Davide (1746)
- La Betulia liberata (libretto di Pietro Metastasio, 1746)
- L'invenzione della croce (1747)
- Isacco figura del redentore (libretto di Pietro Metastasio, 1763)
- Oratorio per il glorioso Sant'Antonio di Padova

#### Messe e movimenti di messe
- Kyrie e Gloria per 2 cori (1760)
- Messa breve per 4 voci (1769)
- 2 messe per 4 voci (1771)
- 5 Kyrie, Gloria e Credo (1772, ?, ?, ?, 1785-6)
- Altri movimenti di messe
- Requiem per 4 voci

#### Mottetti
- 3 mottetti pastorali per 2 cori (1747, 1753, 1756)
- Cadent arma per 5 voci
- Undique sacri amoris per 1 voce[2]

#### Altri lavori sacri
- Litania in pastorale per 4 voci
- Christus per 1 voce
- Confitebor per 4 voci (1759)
- Confitemini Domino (Salmo 106) (trad. in it. di Saverio Mattei, 1773)
- Deus in adjutorium per 2 cori (1746)
- Dixit per 4 voci (1771)
- Et misericordia
- Gloria Patri (1780)
- Laudate pueri
- Miserere per 5 voci (1764)
- Miserere per 4 voci
- Misit verbum per 2 voci
- Propter quod per 5 voci
- Regina coeli per 1 voce
- Responsori per la Settimana Santa per 4 voci (1760 circa)[3]
- 2 Salve regina per 5 voci
- Sepolto Domino per 4 voci e basso continuo
- Sepolto Domino per 5 voci (1774)
- Subsequitur per 2 voci
- Tantum ergo per 1 voce
- Stabat mater per 4 voci, archi e basso continuo (1784)[4]